# 方向盘

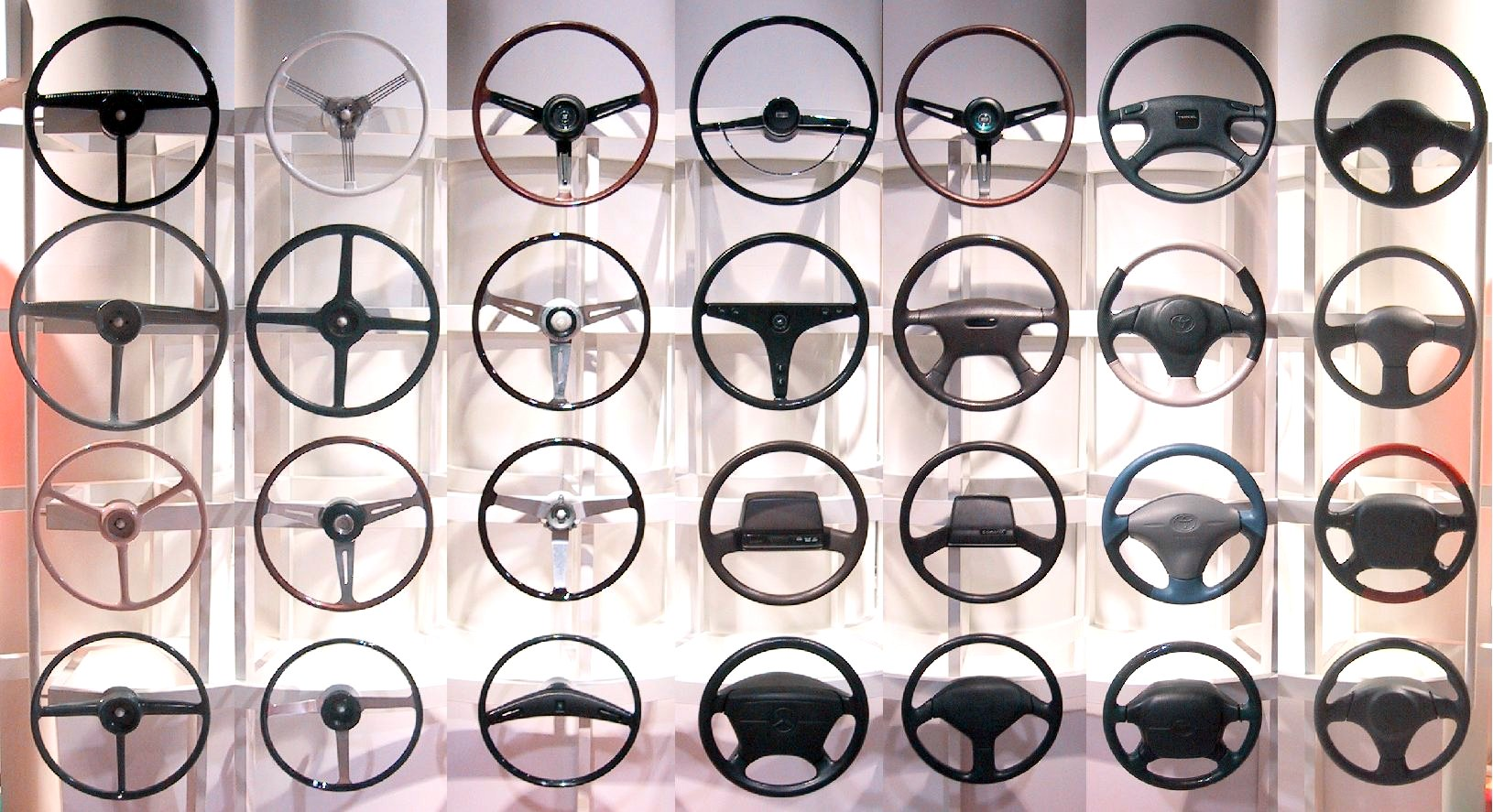
早期至現今（由左至右）的各種方向盤

方向盤（香港稱為「軚盤」或「舵盤」）是現代汽車的重要組成部件，通常為圓形。通過控制方向盤，駕駛員（司機）可以控制汽車行進的方向。一般來說，向左轉彎對應的動作是逆时针旋轉方向盤，向右轉彎則顺时针旋轉方向盤。
現今車輛的方向盤大多有液壓式動力輔助轉向的功能，使駕駛人轉向時較為省力。另外有少部份車款使用電子式方向盤，以電子訊號驅動馬達轉向取代機械連動方式。

## 差異
因為不同國家或地區的道路交通規則不同，右行國家或地區（世界上大部分國家或地區）一般駕駛位置在左側，方向盤也安裝在左邊。而有些國家或地區規定左行（如：香港、澳門、新加坡、馬來西亞和英國等），則駕駛位置在右側，方向盤也相應的安裝在右邊。日本的駕駛位置在右側，但並沒有強制規定進口車輛方向盤的左右位置（進口商用車輛則規定駕駛位置在右側）。在台灣，因工程用動力機械大多從日本進口，因此允許2015年12月31日以前進口駕駛位置在右側的動力機械領牌使用。
一些供駕駛訓練用的車輛，則同時會安裝左右兩邊的方向盤。

## 駕駛位置在右側的主要國家和地區
- 香港
- 澳門
- 日本
- 新加坡
- 馬來西亞
- 馬爾代夫
- 斯里蘭卡
- 汶萊
- 泰國
- 尼泊爾
- 愛爾蘭
- 印度
- 印尼
- 南非
- 英國
- 澳大利亚
- 紐西蘭
- 東帝汶
- 巴基斯坦
- 孟加拉國
- 不丹
- 塞浦路斯
- 馬耳他
- 圭亞那
- 蘇里南
- 納米比亞
- 斐濟
- 薩摩亞